# Liste jesuitischer China-Missionare
Dies ist eine Liste jesuitischer China-Missionare.
Der Jesuitenorden (Gesellschaft Jesu / Societas Jesu, mit dem Ordenskürzel SJ) war seit seiner Gründung einer der wichtigsten und größten Missionsorden der katholischen Kirche. Was den Orden auszeichnete, war die ungewöhnlich gründliche humanistische Ausbildung, die er seinen Mitgliedern von Anfang an gab, und ihr zusätzliches Gelübde, dem Papst direkt zur Verfügung zu stehen, vorzugsweise in der Missionsarbeit, die nach den großen Entdeckungen um das Jahr 1500 begann. Die ersten Missionare des Jesuitenordens kamen in der zweiten Hälfte des 16. Jahrhunderts nach China.

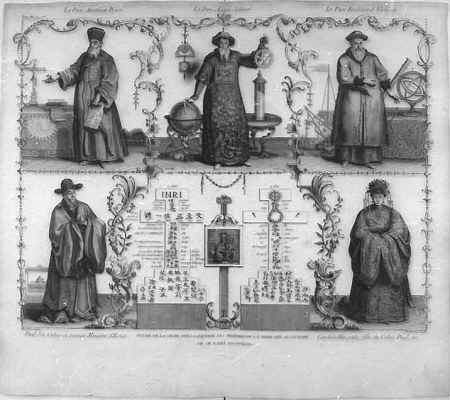
Die Patres Matteo Ricci, Adam Schall, Ferdinand Verbiest, Paul Siu, colao oder Premierminister des Staates, Candide Hiu, Enkelin von Colao Paul Siu (Porträts aus: P. Du Halde, Description géographique …, tome 3. Paris, MAE, Bibliothèque)

Die Liste erhebt keinen Anspruch auf Aktualität oder Vollständigkeit. Sie enthält sowohl Jesuiten von der ersten Periode des Ordens bis zur Aufhebung des Ordens in den 1770er Jahren als auch Jesuiten, die nach der Wiederherstellung des Ordens im Jahr 1814 im Land arbeiteten. In der ersten Periode waren 456 Jesuiten – Priester und Laienbrüder – der Chinamission angeschlossen. Von diesen waren 81 Chinesen, wovon 48 Priester waren. Nach der Auflösung des Ordens verschwanden die Jesuiten nicht, sie blieben, aber säkularisiert, bis sie starben oder gehen mussten. Die folgende Liste enthält nicht alle der vielen Personen aus der ersten Periode und nur sehr wenige aus der zweiten Periode. Diejenigen, die in der ersten Periode nicht enthalten sind, waren Jesuiten, die nur zu Schulungs- oder Vorbereitungszwecken in Macao Halt machten, bevor sie entweder nach Japan, Tonkin, Cochinchina oder Siam weiterreisten. Es gibt auch einige, über die wir zu wenig wissen, und sie sind auch nicht enthalten. Dies können Missionare sein, von denen bekannt ist, dass sie ausgewählt oder nach China geschickt wurden, wo man sich jedoch nicht sicher sind, ob sie tatsächlich dort angekommen sind, oder einige Namen, die in den Listen der chinesischen Missionare an einem Ort aufgeführt sind, ohne mehr als ihre ungefähren Namen zu kennen. Diese sind auch nicht enthalten. Die meisten der genannten Personen sind nichtchinesische westliche Chinamissionare, aber es gab auch eine Reihe von Chinesen oder Macanesen (in Macao geborene Menschen gemischter Abstammung), die Jesuiten wurden und in China dienten. Viele von diesen sind auch enthalten.

## Liste

### A
- János Acsbolt (* 1902 in Ungarn, ab 1936 in China, † 1982 in Taiwan)
- Lodovico Antonio Luca Adorno (* 1655 in der Schweiz, 1691–1695 in China, † 1699 in Goa) Arbeitete in Ganzhou in Jiangxi.
- Manuel de Aguiar (* 1704 in Portugal, in China 1743–1764, † 1773 in Italien)
- Francisco Alberto (* 1695 in Portugal, in China 1718 bis etwa 1750, † 1761 in Portugal)
- Giulio Aleni (* 1582 in Italien, ab 1610 in China, † 1649 in China) Führender Kartograph, Theologe, Philosoph, Autor und Übersetzer, schrieb wichtige Glaubensdarstellungen, wie den bedeutenden Katechismus Wanwu Zhenyuan und das Werk Xi Xue Fan über westliches Lernen (Literatur, Philosophie, Medizin, Zivilrecht, Kirchenrecht und Theologie, mit einer ersten Einführung in Chinesisch von Aristoteles und Thomas Aquinas); Missionar besonders in Fujian.
- Antonio d’Almeida (* 1557 in Portugal, in China ab 1585, † 1591 in China) Missionierte hauptsächlich in Shiuchow in Guangdong.
- Simão de Almeida (* 1718 in Portugal, in China ca. 1748 bis 1762, † 1765 in Portugal)
- Miguel do Amaral (* 1657 in Portugal, in China 1685 bis 1694, † 1730 in Portugal) Arbeitete in Jinan, Zhengding und in Fujian. König João V. von Portugal machte ihn zum Bischof von Fuzhou, aber da der Papst sich weigerte, eine neue Diözese in China zu gründen, kam es nicht dazu.
- Carlo Amiani (* 1661 in Italien, in China ab 1694, † 1723 in China) Missioniert in Tingzhou in Fujian, Ganzhou in Jiangxi und war dann in Macao.
- Jean Joseph Marie Amiot (* 1718 in Frankreich, in China ab 1750, † 1793 in China) Erhielt das Vertrauen des Kaisers Qianlong und arbeitete am Hof in Peking als Forscher, Astronom und kaiserlicher Übersetzer in und aus europäischen Sprachen. Er schrieb viele Werke, die die Welt des Orients in Europa bekannt machten. Zu den wichtigen Werken gehören Mémoires concernant l’histoire, les sciences les arts, les moeurs, les usages, etc., des Chinois: par les missionaires de Pékin (Paris, 1776–1789, 16 Bände). Der zwölfte Band der Reihe, Vie de Confucius, war umfassender und genauer als alle früheren Arbeiten. Seine Übersetzung von Sunzis Kunst des Krieges ins Französische war die erste in eine europäische Sprache. Kann die Vinzentiner veranlasst haben, den Platz der Jesuiten zu übernehmen, nachdem sein eigener Orden aufgelöst wurde.
- Modeste Andlauer (* 1847 in Frankreich, in China ab 1882, getötet 1900) Arbeitete in Zhili und wurde während des Boxeraufstands getötet. Kanonisiert im Jahr 2000.
- Giacomo Antonini (* 1701 in Italien, in China ab 1737, † 1739 in China) Arbeitete in Peking.
- José de Araújo (* 1721 in Portugal, ab 1751 in China, † nach 1774 in China)
- José Ramón Arxó (* in Spanien, in China 1684 bis 1708, † 1711 in Spanien) Arbeitete in Kanton, Shaanxi und Guilin. Er war Visitator der chinesischen Missionen der Jesuiten.
- Tristano Francesco d’Attimis (* 1707 in Italien, ab 1744 in China, gemartert 1748 in China) Missionar in Nanjing. Als 1747 die Christenverfolgung ausbrach, wurde er ins Gefängnis geworfen, misshandelt und zum Tode verurteilt; wurde zu Tode erwürgt (erstickt).
- Jean Denis Attiret (* 1702 in Frankreich, ab 1737 in China, † 1768 in China) Einer der bedeutendsten Hofmaler Pekings. Auf Wunsch des Qianlong-Kaisers gab er seinen europäischen Stil auf und begann, Aquarelle auf chinesische Weise zu malen. Dies gelang ihm so gut, dass er zusammen mit chinesischen Malern eine eigene Schule innerhalb der chinesischen Malerei gründete. Er wurde zum Mandarin der 3. Klasse ernannt, aber Attiret lehnte ab und bat den Kaiser, lieber die Religionsfreiheit der Kirche zu schützen, was ihm viel mehr gefallen würde.
- Humbert Augery (* 1618 in Frankreich, in China ab 1656, † 1652 in China) Arbeitete in Shanghai, aber hauptsächlich in Hangzhou, und war eine Zeit lang der Vizeprovinzial der Jesuiten.
- Agostinho de Avellar (* 1725 in Portugal, spätestens ab 1761 in China, † 1688 in China) Arbeitete in Huguang.
- Bartolomeu de Azevedo (* 1718 in Portugal, unbekannt, als er nach China kam, † 1755 in China)
- Lodovico Azzi (* 1635 in Italien, in China ab 1668, † 1690 in China) Missionar und Architekt, der in und in der Nähe von Macau und Kanton arbeitete.

### B
- Gabriel Baborier (* 1663 in Frankreich, ab 1698 in China, † 1727 in China) Er arbeitete in Fujian und dann in Shanxi. Während der Verfolgung von 1724 musste er nach Kanton ins Exil gehen, wo er sich der Kinderarbeit widmete.
- Jean Baborier (* 1678 in Frankreich, in China von 1712 bis etwa 1750?, † 1752 in Frankreich)
- Florian Joseph Bahr (* 1706 in Deutschland, in China ab 1739, † 1771 in China) Musiklehrer der kaiserlichen Fürsten am Qianlong-Hof, beteiligte sich an dem ehrgeizigen Projekt des Qianlong-Kaisers, eine Fünf-Sprachen-Wörterbuch zu schaffen, das die chinesischen Wörter in Deutsch, Französisch, Italienisch und Portugiesisch wiedergeben soll. Er verfasste auch eine Verteidigungsschrift, die der Kritik an der China-Mission der Jesuiten entgegenwirkte.
- Jan Baptista Chrzciciel Bakowski (* 1672 in Polen, ab 1707 in China, † 1732 in China?)
- João Baptista (* 1671 in Portugal, in China ab 1695, † 1714 in China)
- Agostino Barelli (* 1656 in Italien, in China ab 1698, † 1711 in China)
- Léon Pascal Baron (* 1738 in Frankreich, ab 1766 in China, † 1784 in China)
- António de Barros (* 1664 in Portugal, ab 1700 in China, † 1708 auf See)
- Jean-Baptiste Batailhé (* 1698 in Frankreich, ab 1731 in China, † 1743 in China)
- Maurice Le Boudoul Du Baudory (* 1679 in Frankreich, in China ab 1712, † 1732 in China) Widmete sein Leben den Bemühungen um die Waisenkinder in Kanton.
- Jean-Simon Bayard (* 1662 in Frankreich, ab 1694 in China, † 1725 in China) Theologe, der mit dem Figurismus arbeitete, Missionar u. a. in Wuchang, Changsha, Guilin und Guangxi.
- Melchior Núnes Barreto (* 1520 in Portugal, in China 1555, † 1571 in Indien (?)) Provinzial von Goa, stattete Kanton auf seinem Weg nach Japan zwei Besuche ab und empfahl ihn Mission in China.
- Rui Barreto (* 1552 in Portugal, ab 1610 in China, 1611 auf See von Piraten getötet) Hauptsächlich Missionar in Indien und Japan, war aber kurz in Macau. Auf dem Weg zurück nach Japan wurde er von Piraten getötet.
- Louis Bazin (* 1712 in Frankreich, spätestens ab 1765 in China, † 1774 in China) Nach vielen Jahren als Arzt des persischen Führers Nadir Shah und dann als Missionar in Indien kam er zu sich Kanton in China ca. 1765. Ab 1766 war er Arzt am kaiserlichen Hof in Peking.
- Antoine de Beauvollier (* 1657 in Frankreich, in China 1699–1707, † 1708 auf See)
- Charles de Belleville (* 1657 in Frankreich, in China 1704–1707, † 1730 in Brasilien) Tätig am kaiserlichen Hof in Peking als Bildhauer, Architekt und Maler. Er baute die Residenzen der französischen Jesuiten in Kanton und Peking.
- Michel Benoist (* 1715 in Frankreich, ab 1744 in China, † 1774 in China) Arbeitete als Wissenschaftler und Ingenieur am Hof in Peking. Er ist vor allem für die Brunnen und anderen Wasserstrukturen bekannt, die er für den Kaiser ausführte. Er unternahm auch astronomische Studien und zeigte dem Kaiser, wie man ein Teleskop benutzt. Er fertigte auch eine Weltkarte und eine Karte von China und Umgebung an. Er stellte eine Druckpresse auf, die der Kaiser als Geschenk von König Ludwig XV. von Frankreich erhalten hatte. Auch eine Reihe literarischer Werke werden ihm zugeschrieben.
- Prosper Bernard (* 1902 in Kanada, ab 1938 in China, hingerichtet 1943 in China) Tätig in der Gegend um Xuzhou in Jiangsu, wo er von den Japanern hingerichtet wurde.
- Robert Jacquinot de Besange (* 1878 in Frankreich, in China von 1913 bis nach 1938, † 1946 in Deutschland) Arbeitete in Shanghai, errichtete 1937 die internationale Schutzzone namens Jacquinotzone in Shanghai und im folgenden Jahr eine ähnliche in Hankou, wo Hunderttausende von chinesischen Flüchtlingen während des japanischen Vormarsches und der frühen Besetzung von den Schrecken des Krieges verschont blieben.
- Jean-François Beuth (* 1704 (?) in Frankreich, ab 1744 in China, † 1747 in China) Aktiv in Hunan, wo er während einer Rebellion gefangen genommen wurde. Danach wurde er schwer gefoltert und nach Macao deportiert, wo er kurz darauf an den Folterverletzungen starb.
- João de Borgia (* in Portugal, in China ab etwa 1697, † 1722 in China)
- François Bourgeois (* 1723 in Frankreich, ab 1767 in China, † 1792 in China)
- Gabriel Boussel (* 1699 in Frankreich, in China 1733 bis 1762, † 1764 auf See) Arbeitete am Hof in Peking.
- Joachim Bouvet (* 1656 in Frankreich, ab 1687 in China, † 1730 in China) Vom Kaiser Kangxi zusammen mit Pater Gerbillon als des Kaisers verlobt Lehrer für europäische Naturwissenschaften und Philosophie. Wurde vom Kaiser nach Frankreich geschickt, um mehr Jesuiten zu rekrutieren, und mit einem großartigen Geschenk von Büchern an König Ludwig XIV. Zurück in China begann er mit figurativen Studien, um das Verbot der chinesischen Riten zu widerlegen, das der Apostolische Vikar von Fujian, Msgr. Charles Maigrot, ausgestellt hatte. Zu diesem Zweck gründete er mit einigen anderen französischen Jesuiten eine Art apostolische Akademie. Führender Entwickler des Figurismus. Bouvets Projekt erlitt einen entscheidenden Rückschlag, als der päpstliche Legat Charles-Thomas Maillard de Tournon eines von Bouvets Werken (Tianxue benyi, Über den wahren Ursprung der Himmelslehre) verurteilte. Fuhr mit dem Segen des Kaisers fort, das klassische Werk Yijing zu erforschen.
- Michal Piotr Boym (* 1612 in Polen, in China 1643–1649 und 1659, † 1659 in China) Missionierte in Hainan und verfasste ein großes geografisches Werk, begleitete den Ming-Anwärter und half, viele von ihm zu bekehren Familie und Gericht. Der Kaiser schickte ihn nach Europa, um die Unterstützung des Papstes und der europäischen Fürsten im Kampf gegen die nach Süden vordringenden Qing-Streitkräfte zu suchen. Die Mission ist gescheitert.
- Francesco Brancati (* 1607 in Italien, vor 1643 in China, † 1671 in China) Gründete viele Gemeinden im Raum Shanghai mit Hilfe der Witwe Candida Xu, die auch den Großteil der Dutzenden von Kirchen und Kapellen finanzierte. Er gründete auch Bruderschaften für Katecheten. Er unterrichtete die chinesischen Klassiker. Er war auch ein erfahrener Kartograf. Er verfasste auch mehrere wichtige Werke, darunter „Tianzhu shengjiao shijie quanlun shengji“ über die zehn Gebote.
- Gianbattista Brandi (* 1610 in Italien, in China ab etwa 1641, † 1681 in China) Missionierte hauptsächlich in Hainan und war dann Rektor in Macau.
- Jean-Baptiste Gentil de Brassaud (* 1719 in Frankreich, spätestens ab 1763 in China, † vor 1778 in China (?))
- Domingos de Britto (* 1674 in Portugal, in China 1701 bis 1727, † 1742 in Macau (?))
- Jean-Charles de Broissia (* 1660 in Frankreich, in China ab 1698, † 1704 in China) Arbeitete in Jiangxi, Ningbo in Zhejiang und schließlich am kaiserlichen Hof in Peking.
- Gabriel-Léonard de Brossard (* 1703 in Frankreich, in China ab 1740, † 1758 in China)
- Benjamin Brueyre (* 1808 in Frankreich, ab 1842 in China, † 1880 in China) Der dritte Jesuit in China nach der Wiederherstellung des Ordens, Pionierarbeit in Shanghai.
- Lodovico Buglio (* 1606 in Italien, ab 1637 in China, † 1682 in China) Arbeitete zuerst in Macau und dann in den Provinzen Fujian, Jiangxi und in Sichuan. Dort wurde er festgenommen und nach Peking geschickt, wo er gefangen gehalten wurde. Die Gefangenschaft war mild und schließlich wurde er befreit; er bekehrte dort viele zum Katholizismus. Er bekam auch ein Grundstück in der Stadt, wo er die Dongtang-Kirche baute. P. Buglio übersetzte die Summa Theologica von Thomas von Aquin und die gesamte katholische Messe – das Römische Messbuch – sowie mehrere andere zentrale Kirchentexte ins Chinesische. Er unterstützte Pater Schall bei der Arbeit an der chinesischen Kalenderreform. In der Verbotenen Stadt zeigte er auch sein Talent als Musiker; unter anderem mit Shengmu xiao rike ( Kleines Offizium für die Heilige Jungfrau).

### C
- Francisco Cabral (* 1529 in Portugal, in China/Macau, † 1609 in Goa) Leitete von Macau die chinesischen Missionen der Jesuiten, taufte in Zhaoqing 1584.
- José Cabral (* in Portugal, in Macau 1563, † (?)) Mit der ersten Residenz der Jesuiten in Macau.
- Luís de Caldas (* 1689 in Portugal, in China ca. 1715 bis ca. 1721, † vor 1725 in Indien)
- Joachim Calmes (* 1652 in Deutschland, ab 1684 in China, † 1686) Missionar in der Provinz Guangdong und auf der Insel Hainan.
- Manuel Camaya (* 1662 in Portugal, ab 1696 in China, † 1728 in China)
- Pietro Canevari (* 1596 in Italien, ab 1630 in China, † 1675 in China) Missionare unter anderem in Hangzhou, Kaifeng, Quanzhou (Fujian) und Nanchang (Jiangxi).
- Pietro Francesco Capacci (* 1646 in Italien, ab 1692 in China, † 1715 in Macao) Arbeitete in Hainan, Liuzhou, Fatshan und in Macao.
- António Francisco Cardim (* 1596 in Portugal, in China 1623 bis 1625 und 1632–1636 und ab 1654, † 1659 in China) Sollte eigentlich nach Japan gehen. Mehrmals in Macau tätig, aber auch Missionar in Siam und Vietnam; war der Missionsprokurator der Jesuiten in Rom.
- João Francisco Cardoso (* 1677 in Portugal, ab 1710 in China, † 1723 in China)
- Melchior Miguel Carneiro Leitete (* 1519 in Portugal, in China ab 1568, † 1583 in Macau) von 1576 bis 1581 wirkte er erster Bischof in Macao.
- Filippo-Felice Carrocci (* 1646 in Italien, in China ab 1687, † 1695 in China) Arbeitete als Missionar in Kanton, Jiangxi, Hainan, Huguang, Shanxi und dann in Shaanxi.
- Giuseppe Castiglione (* 1688 in Italien, ab 1715 in China, † 1766 in China) Arbeitete als Maler und Künstler am chinesischen Hof in der Verbotenen Stadt in Peking. Hat die Perspektivmalerei in China zum Durchbruch gebracht und die Ölmalerei zu einer wichtigen Technik gemacht. Entwarf mehrere Paläste in den kaiserlichen Gärten des alten Sommerpalastes.
- Kaspar Castner (* 1655 in Deutschland, in China 1696–1702 und ab 1706, † 1709 in China) Arbeitete zuerst auf der Insel Shangchuan und in der Stadt Fatshan, sich auf den Ritenstreit einlassend, um für die Ansichten der Jesuiten Fuß zu fassen, aber vergebens. Am kaiserlichen Hof in Peking leistete er wichtige Arbeit in den Wissenschaften der Navigation, Astronomie und Kartographie. Er ließ die Portugiesen direkt vom Kap der Guten Hoffnung zu den Sunda-Inseln segeln, ohne Umwege über Mosambik und Goa. Er leistete viel Arbeit bei der Vermessung des chinesischen Reiches, und als Mathematiker führten seine Bemühungen dazu, dass er zum Präsidenten des kaiserlichen mathematisch-astronomischen Büros und Ausbilder des Thronfolgers ernannt wurde.
- Lazzaro Cattaneo (* 1560 in Italien, ab 1593 in China, † 1640 in China) Begleiter von Pater Ricci, erster Missionar in Shanghai, Pionier in Hangzhou, taufte den Großmandarin Yang Tingyun. Er arbeitete mit P. Ricci am Wörterbuch Vocabulario sinico-europeo und erfand und führte den Gebrauch von Tonzeichen ein.
- Alexandre Cazalez (* 1672 in Frankreich, in China ab 1712, † 1719 in China) Arbeitete hauptsächlich in Kanton und Jiangxi.
- Philippe Cazier (* 1677 in Belgien, ab 1711 in China, † 1722 in China)
- Valentin Chalier (* 1697 in Frankreich, ab 1728 in China, † 1733 in China) Arbeitete in Peking, wo er lange Zeit Superior der französischen Jesuiten der Stadt und dann des ganzen Landes war.
- Jean-Baptiste Chambeul de Champeville (* 1661 in Frankreich, in China 1700 bis 1702, † 1732 in Frankreich)
- Beda Chang (* 1905 in China, in China als Priester ab 1940, † 1951 in Shanghai) Literaturwissenschaftler, der an der Aurora-Universität in Shanghai arbeitete, wurde festgenommen und bis zur Auslieferung im Gefängnis misshandelt.
- Jean-Gaspard Chanseaume (* 1711 in Frankreich, in China ab 1746, † 1755 in China) Missionar in Jiangxi.
- Emeric Langlois de Chavagnac (* 1670 in Frankreich, in China ab 1701, † 1717 in China) Arbeitete in Fuzhou.
- Antoine Chomel (* 1668 in Frankreich, ab 1701 in China, † 1702 in China) Er war Mitglied der Französischen Akademie, schaffte es aber nach seinem Tod nicht mehr, in China wissenschaftlich zu arbeiten nach einem Jahr dort.
- Pierre-Martial Cibot (* 1727 in Frankreich, ab 1769 in China, † 1780 in China) Arbeitete am kaiserlichen Hof in Peking, forschte auf vielen Gebieten und war besonders als Botaniker bekannt. Er hatte viele wissenschaftliche Beiträge zu dem Werk Mémoires concernant l’histoire, les sciences les arts, les moeurs, les usages, etc., des Chinois: par les missionaires de Pékin (Paris, 1776–1789, 16 Bände) geleistet.
- Alessandro Ciceri (* 1639 in Italien, in China um 1685 und ab 1691, † 1703 in China) Wurde Bischof von Nanking.
- Luigi Cipolla (* 1736 in Italien, ab 1770 in China, † spätestens 1805 in China) Tätig am Hof in Peking; hatte einen besonderen Hintergrund als Glasmacher und als Mediziner.
- Baldassare Cittadella (* 1603 in Italien, in China von etwa 1637 bis 1647, † 1651 in Goa) Rektor des Seminars in Macao, hatte besondere Verantwortung für neu getaufte Chinesen.
- Aleixo Coelho (* 1626 in Portugal, in China 1675 bis ca. 1691, gemartert ca. 1695 in Kambodscha)
- Jean-Paul-Louis Collas (* 1735 in Frankreich, in China ab 1767, † 1770 in China) Arbeitete als Mathematiker am Hof in Peking und schrieb nach Frankreich über eine Reihe von wissenschaftlichen Themen (einschließlich astronomischer Beobachtungen) und Beschreibung chinesischer Materialien (einschließlich Papier, Chemikalien, Erde, Bambus).
- Cyr Contancin (* 1670 in Frankreich, in China 1701 bis 1731, † 1732 auf See)
- Francisco de Cordes (* 1689 in Portugal, in China 1716 bis ca. 1751, † nach 1776 vielleicht in Italien)
- António da Costa (* um 1662 in Portugal, in China von 1698 bis etwa 1730, † 1734 in Goa)
- Baltasar da Costa (* in Portugal, in Macau ab 1563, † (?)) Mit der ersten Residenz der Jesuiten in Macau.
- Giovanni Giuseppe Costa (* 1679 in Italien, ab 1715 in China, † 1747 in China)
- Inácio da Costa (* 1603 in Portugal, in China ab 1634, † 1666 in China) Gearbeitet in Fuzhou, Puzhou in Shanxi, Shaanxi, Xi’an und Yenping in Fujian.
- Etienne-Joseph Le Couteulx (* 1667 in Frankreich, ab 1701 in China, † 1731 in China)
- Martim Correa (* 1699 in Portugal, in China ab 1725, † 1786 in China)
- Pedro da Costa (* 1654 in Portugal, ab ca. 1693 in China, † 1696 in China) Arbeitete wahrscheinlich hauptsächlich in Macao.
- Philippe Couplet (* 1623 in Belgien, in China 1659–1680, † 1693 auf See bei Goa) Arbeitete als Missionar in Jiangxi, Fujian, Huguang, Zhejiang, in den Städten Nanjing und Suzhou, und auf der Insel Chongming. Schrieb einen Katechismus und andere Glaubensbeschreibungen auf Chinesisch. War zeitweilig Missionsprokurator in Rom, wo er vergeblich versuchte, die Erlaubnis zu erneuern, Messfeiern in chinesischer Sprache zuzulassen. Veröffentlicht in Europa Confucius Sinarum Philosophus (1687), das die ersten lateinischen Übersetzungen von drei der vier konfuzianischen Klassiker und einen Überblick über die chinesische Geschichte enthielt, und Historia nobilis feminæ Candidæ Hiu christianæ Sinensis über die große Frau Wohltäterin der Mission Candida Xu. Arbeitete daran, gelehrte französische Jesuiten für die chinesischen Missionen zu rekrutieren, und konnte viele neue Missionare nach China zurückbringen.
- Séraphin Couvreur (* 1835 in Frankreich, ab 1870 in China, † 1919) Sinologe, Autor von Wörterbüchern und Übersetzer klassischer Werke, arbeitete in Xianxian.
- Thomas da Cruz (Gong Shangshi, * 1666 in China, Jesuit ab 1686, † 1745 in China) Tätig in Shanghai Songjiang, Fuzhou und Tartaria.
- Simão da Cunha (* 1589 in Portugal, ab 1624 in China, † 1660 in China) Arbeitete unter anderem in Hangzhou, Fujian und Beiling, war Vizeprovinz.

### D
- Antão Dantas (* 1674 in Portugal, in China 1699 bis 1715, † 1721 in Goa)
- Joseph Dehergne (* 1903 in Frankreich, in China 1936 bis 1951, † 1990 in Frankreich) Historiker und Sinologe, lehrte an der Aurora University in Shanghai.
- Paul Denn (* 1847 in Frankreich, in China ab 1880, getötet 1900) Er arbeitete in der Nähe von Hengshui in Zhili und wurde während der Boxer-Rebellion getötet. Kanonisiert im Jahr 2000.
- François-Xavier Dentrecolles (* 1664 in Frankreich, in China ab 1699, † 1741 in China) Arbeitete in Nanchang, Jaozhou, Jingdezhen und dann Jiujiang. In Briefen nach Europa beschrieb er ausführlich die chinesische Porzellanherstellung. Er war von 1707 bis 1719 Generaloberer der französischen Jesuitenmission in China, dann wieder in Jaozhou, Jiujiang und ab 1719 in Peking.
- Joseph-Louis Desrobert (* 1703 in Luxemburg, ab 1737 in China, † 1760 in China)
- Manuel Dias der Ältere (* 1560 in Portugal, in China 1593–1594, ab 1597, † 1639 in China) Oberster der Missionen in Südchina, Rektor von Macao mehrere Perioden Vorgesetzter in Nanchang, Visitator der chinesischen Missionen und anderer Missionen im Fernen Osten.
- Manuel Dias der Jüngere (* 1574 in Portugal, ab ca. 1606 in China, † 1659 in China) Lehrte an der St. Paul’s University College in Macao, Missionar in Shaozhou und Peking, wo er auch für das Kriegsministerium arbeiten musste, und an verschiedenen Orten in Jiangnan, Zhejiang und Fujian. Vizeprovinzial der Jesuiten in China. Veröffentlichte Werke über Evangeliumslesungen, die Nestorianische Stele und über Astronomie und fertigte einen Globus an.
- Bernhard Diestel (* 1623 in Österreich, in China ab 1659, † 1660 in China) Gearbeitet in Peking, wo er zum Mandarin ernannt wurde, und dann in Shandong.
- Charles Dolzé (* 1663 in Frankreich, ab 1698 in China, † 1701 in Tartaria oder in Peking) Arbeitete im Inneren Chinas.
- Jean Domenge (* 1666 in Frankreich, ab 1698 in China, † 1735 in China) Er ist besonders bekannt für seine Versuche, die angebliche Anwesenheit von Juden in der Großstadt Kaifeng in Provinz Henan zu verifizieren. Fertigte detaillierte Skizzen der dort vermuteten jüdischen Synagoge an, beschrieb den Synagogengottesdienst, an dem er teilgenommen hatte, mit Lesungen aus den Büchern Mose.
- Albert le Comte de Dorville (* 1621 in Belgien, in China 1658 bis 1661, † 1662 in Indien) Arbeitete in Jiangzhou in Shansi und in Xi’an in Shaanxi, und von dort ging er mit Pater Grueber nach Agra. Unterwegs trafen die beiden den fünften Dalai Lama, sie waren wahrscheinlich die ersten Europäer, denen dies gelang.
- João Duarte (* 1671 in Portugal, in China ab 1700, † 1752 in China)
- Louis-Marie Dugad (* 1707 in Frankreich, in China 1737 bis 1764, † 1786 in Frankreich)

### E
- Carmelo Elorduy (* 1901 in Spanien, in China von 1926 bis 1932 und erneut von 1934 bis 1959, † 1989 in Spanien) Arbeitete in Wuhu und in Taichung; wurde ein führender Sinologe und Übersetzer der chinesischen Klassiker ins Spanische.
- Hermann Engers (* 1708 in Deutschland, in China ab 1740, † 1740 in China)
- João d’Espinha (* 1722 in Portugal, ab 1751 in China, † 1788 in China) Direktor des Kaiserlichen Astronomisch-Mathematischen Büros. Ernennung zum Mandarin. Vizeprovinzial des Jesuitenordens in China 1762–1765 und erneut ab 1775. Generalvikar für Peking.
- Eugène Estève (* 1807 in Frankreich, in China ab 1842, † 1848 in China) Einer der ersten beiden Jesuiten in China nach der Wiederherstellung des Ordens, arbeitete als Pionier in Shanghai.

### F
- Etienne Faber (* 1597 in Frankreich, ab 1630 in China, † 1657 in China) Missionar in Shanxi und Shaanxi.
- Antonio Faglia (* 1663 in Italien, in China ab 1694, † 1706 in China im Alter von 43 Jahren)
- Jacques Le Faure (* 1613 in Frankreich, in China ab 1656, † 1675 in China) Von seiner Hand ist erhalten: Lettre dv r.p. Iacqves Le Favre de la Compagnie de Iesvs, av p. procvrevr de la prouince de France, & des missions d’Orient de la mesme Compagnie. Svr con arrivée à la Chine, & l’estat present de ce royaume.
- Louis-Joseph Le Febure (* 1706 in Frankreich, in China 1737 bis etwa 1774, † nach 1783 in Frankreich)
- André Fernandes (* 1516 in Portugal, 1564 bis spätestens 1568 in Macau, † 1598 in Goa) Mit der ersten Residenz der Jesuiten in Macao.
- Gianfrancesco De Ferrari (* 1609 in Italien, in China ab 1635, † 1671 in China) Arbeitete in Shaanxi, Shandong in Macao, Xi’an und Gansu.
- André Ferrão (* ca. 1625 in Portugal, ab 1659 in China, † 1661 in China) Arbeitete in Huai’an in Jiangsu und in Fuzhou.
- António Ferreira (* 1671 in Portugal, in China von 1704 bis nach 1722, † 1743 in Goa)
- Dionísio Ferreira (* 1720 in Portugal, in China 1745 bis 1762, † 1771 in Italien)
- Gaspar Ferreira (* 1571 in Portugal, in China ab 1595, † 1649 in China) Missionar in mehreren Provinzen von Peking im Norden bis Kanton im Süden, war auch Novizenmeister.
- Belchior de Figueiredo (* in Portugal, in Macau ab 1563, † ?()) Mit der ersten Residenz der Jesuiten in Macao.
- Luís de Figueiredo (* um 1622 in Macau, Jesuit spätestens ab 1646, † 1705 in Macao) Beinbruder, Sohn von Koreanern und Chinesen. Arbeitete in Shanghai und Shanxi sowie als Staatsanwalt in Macao.
- Rui de Figueiredo (* 1594 in Portugal, ab 1622 in China, † 1642 in China) Arbeitete als Missionar in Hangzhou, Ningbo, Kaifeng und in die Provinz Huguang.
- Francesco Saverio Filippucci (* 1632 in Italien, in China ab 1663, † 1632 in China) Arbeitete als Missionar in Kanton und dann in der Missionsleitung in Macau.
- Nikolaus Fiva (* 1609 in der Schweiz, ab 1637 in China, † 1640 in China) Seine Missionsarbeit war in Nanjing und in Hangzhou.
- Francesco Folleri (* 1699 in Italien, ab 1721 in China, † nach 1767 in China) Mechaniker bei der kaiserlichen Hoff in Peking, von 1737 zurück nach Macau und blieb dort, bis er 1762 verhaftet und in Lissabon ins Gefängnis gebracht wurde.
- Jean de Fontaney (* 1643 in Frankreich, in China 1687–1699 und 1701 bis 1702, † 1710 in Frankreich) Begleitete zwei Gruppen französischer Jesuiten, Mathématiciens du Roy, nach China, er arbeitete unter anderem in Peking und Kanton.
- André-Nicolas Forgeot (* 1716 in Frankreich, ab 1746 in China, † 1761 in China) Missionar in Shashi in Hubei.
- Jean Forget (* 1609 in Frankreich, in China ab 1656, † 1660 in China) Arbeitete auf der Insel Hainan und starb dort in Qiongshan.
- Jean-François Foucquet (* 1665 in Frankreich, in China 1699–1720, † 1741 in Rom) Er arbeitete als Astronom in und unterstützte die theologische Schule Figurismus. Er war Missionar in Jiangxi und in den Städten Nanzhang und Fuzhou. Als der antifiguristische Druck zu groß wurde, beschloss Foucquet, aus dem Orden auszutreten und China zu verlassen. Er brachte seine große chinesische Bibliothek (4000 Bücher) mit.
- Pierre Foureau (* 1700 in Frankreich, ab 1733 in China, † 1749 in China) Arbeitete in Peking.
- Luís de França (* 1665 in Portugal, ab 1695 in China, † 1701 in China)
- Girolamo Franchi (* 1667 in Österreich, in China ab 1701, † 1718 in China)
- Inácio Francisco (* 1725 in Portugal, in China ab 1752, † 1792 in China)
- Pierre Frapperie (* 1664 in Frankreich, ab 1699 in China, † 1703 in China) Arbeitete als Apotheker und Arzt am Hof in Peking, während seiner dortigen Zeit taufte er einen Enkel von der Kangxi-Kaiser.
- Xavier-Ehrenbert Fridelli (* 1673 in Österreich, in China ab 1705, † 1743 in China) Er leistete einen wichtigen Beitrag zur kartografischen Erforschung des chinesischen Reiches und war Rektor der Nantang-Kirche in Peking.
- João Fróis (* 1591 in Portugal, ab 1622 in China, † 1628 in China) Arbeitete in Hangzhou.
- Francisco Furtado (* 1589 in Portugal, ab 1619 in China, † 1653 in Macao) Arbeitete unter anderem in Jiading, Hangzhou, Xi’an und Shanxi, und war Vizeprovinzial für die Missionsprovinz der Jesuiten in China. Als Philosoph und Wissenschaftler arbeitete er mit dem Mandarin Li Zhizao zusammen, und sie übersetzten aus dem zentralen Werk zur aristotelischen-Philosophie (Commentarii Collegii Conimbricensis Societatis Jesu), zusätzlich eine Reihe von Arbeiten über Kosmologie, Philosophie und medizinische Themen.

### G
- Giandomenico Gabiani (* 1623 in Italien, in China ab 1656, † 1694 in China) Arbeitete ua in Jiangnan, wo ihm katholische Frauen in China halfen, Gemeinden zu gründen, später in Xian, war Vizeprovinzial, gründete Priesterseminar in Nanjing.
- Balthazar Gago (* 1520 in Portugal, in Macao 1561–1562, † in Goa 1583) Führender japanischer Missionar, verbrachte einige Monate in Macao.
- Antoine Gaubil (* 1689 in Frankreich, in China ab 1722, † 1759 in China) Arbeitete bis zu seinem Tod als Historiker und Astronom in Peking, leitete eine Schule, die Chinesisch und Latein für ihren diplomatischen Kontakt mit Russland unterrichtete, veröffentlichte in Paris Bücher über die Geschichte der chinesischen Astronomie und Übersetzungen chinesischer historischer Quellen. Zu letzteren gehörten die Geschichte von Dschingis Khan (1739), das Shujing (Shoo-king, 1770) und Teile der Annalen der Tang-Dynastie.
- Jean-François Gerbillon (* 1654 in Frankreich, in China ab 1685, † 1707 in China) An den kaiserlichen Hof des Kangxi-Kaisers angeschlossen, begleitete den Kaiser auf Reisen und Feldzügen, führte geografische Berechnungen und Sprachstudien durch und wurde in der kaiserlichen Diplomatie eingesetzt, Unterhändler / Dolmetscher für die Chinesen für den Vertrag von Nertjinsk. Zentral für den Kaiser, der 1692 sein Toleranzedikt für das Christentum erließ.
- Philibert Geneix (* 1667 in Frankreich, ab 1698 in China, † 1699 in China)
- Anatole Ghestin (* 1876 in Frankreich, in China 1907 bis 1961, † 1961) Kam in der späten Qing-Zeit nach China, arbeitete hauptsächlich in Xianxian. Seine posthum veröffentlichten Briefe (1995) geben einen Einblick in die Situation während der späten Qing, der Republik und der frühen Volksrepublik.
- Niccolò Gianpriamo (* 1686 in Italien, in China 1715 bis 1722, † 1759 in Italien)
- João Rodrigues Girão (* in Portugal, in China 1614–1627, † 1629 in Japan) Fast 30 Jahre Missionar in Japan, musste dort wegen Verfolgungen weg, dann viele Jahre in Macau tätig.
- Anton Gogeisl (* 1701 in Deutschland, ab 1736 in China, † 1771 in China) Stellvertretender Direktor des Kaiserlichen Astronomischen Bureaus; Co-Autor eines 35-bändigen chinesischen astronomischen Werks. Ernennung zum Mandarin durch den Qianglong-Kaiser.
- Bento de Góis (* 1562 in Portugal, in China ab 1604, † 1607 in China) Ging von Indien über die Berge und entlang der Seidenstraße und konnte bestätigen, dass Cathay mit China identisch war, sollte sich Pater Ricci in Peking anschließen, wurde aber krank und starb in Suzhou in Gansu. Seine Reise bewies auch die Identität zwischen Marco Polos Cambalik und Peking.
- Jean-Alexis de Gollet (* 1664 in Frankreich, in China ab 1701, † 1741 in China) Arbeitete in Ningbo und Hangzhou und wurde zu einem Vertreter des sogenannten Figurismus. Später arbeitete er in Jiujiang, Guangzhou und Macao.
- António Gomes (* ca. 1705 in Portugal, ab 1742 in China, † 1751 in China)
- Claude Gotteland (* 1803 in Frankreich, in China ab 1842, † 1856 in China) Einer der ersten beiden Jesuiten in China nach der Wiederherstellung des Ordens, arbeitete als Pionier in Shanghai.
- Giampaolo Gozani (* 1659 in Italien, ab 1694 in China, † 1732 in Macao)
- Louis Gobet (* 1609 in Italien, ab 1657 in China, † 1661 in China)
- Luigi Gonzaga (* 1673 in Italien, ab 1707 in China, † 1718 in Macau)
- Pierre de Goville (* 1668 in Frankreich, in China 1701 bis 1724, † 1758 in Frankreich)
- Jean-Baptiste-Joseph de Grammont (* 1736 in Frankreich, ab 1768 in China, † um 1812 in China)
- Tranquillo Grassetti (* 1588 in Italien, ab 1630 in China, † 1647 in China) Missionar in Nanchang in Jiangxi, wurde dort während der Mandschu-Eroberung getötet Aus der Stadt.
- Jean-Baptiste Simon Gravereau (* 1690 in Frankreich, in China 1717 bis 1722, † in Frankreich)
- Girolamo de Gravina (* 1603 in Italien, † 1662 in China) Arbeitete in Hangzhou, Shanghai und Changshu.
- Adrien Greslon (* 1618 in Frankreich, in China 1656–1670, † 1696 in Frankreich) Arbeitete in Jiangxi und hinterließ zwei Werke.
- Claudio Filippo Grimaldi (* 1638 in Italien, in China ab 1669, † 1712 in China) Direktor des kaiserlichen astronomisch-mathematischen Büros, wurde zum Mandarin ernannt. Techniker; baute unter anderem eine kleine dampfbetriebene Kutsche für den Kangxi-Kaiser. Abgelehnte bischöfliche Ernennung nach Peking.
- Johann Grueber (* 1623 in Österreich, in China 1659–1661, † 1680 in Ungarn) Arbeitete im astronomischen Büro am Kaiserhof. Als er wegen einer holländischen Blockade über Land nach Indien reisen musste, kam er über Lhasa und Tibet über den Himalaya, und seine Aufzeichnungen gaben dem Westen die ersten verwertbaren Informationen über Lhasa, Informationen, die zweihundert Jahre lang als ungefähr die einzigen von dort erhältlichen Informationen gelten sollten.

### H
- Augustin Haller von Hallerstein (* 1703 in Slowenien, ab 1738 in China, † 1774 in China) Direktor des Kaiserlichen Astronomisch-Mathematischen Bureaus. Sein Einfluss am Hof kam der verfolgten Kirche zugute. Er war Visitator 1751–1758 und Provinzial 1757–1762 und 1766–1774 für die Jesuiten im Fernen Osten. Er stand im Dialog mit Gelehrten in Europa und hinterließ viele astronomische, geographische und topographische Werke, darunter Observationes astronomicae ab anno 1717 ad annum 1752 a PP. Societatis Jesu Pekini Sinarum factae.
- Pieter Thomas Van Hamme (* 1651 in Belgien, in China ab 1689, † 1727 in China) Arbeitete in Kanton, Wuchang, Zhengzhou und Peking (wo er Rektor der Jesuitengemeinschaft war) und in Qinjiang. Er war Visitator der Missionen in China.
- Henri Havret (* 1848 in Frankreich, ab 1874 in China, † 1902) Sinologe, arbeitete in Shanghai, begründete die sinologische Publikationsreihe Variétés sinologiques, bekannt für sein Studium der Nestorianischen Stele.
- Jean de Haynin (* 1633 in Belgien, in China ab 1667, † 1682 in Macao, im Alter von 45 Jahren) Arbeitete in Macao bis zu seinem Tod.
- Antonio José Henriques (* 1707 in Portugal, in China ab 1727, † 1748 in China) Arbeitete in Macao und Nanjing; starb den Märtyrertod, indem er zu Tode gewürgt wurde.
- Christian Wolfgang Henriques Herdtrich (* 1625 in Österreich, in China ab 1660, † 1684 in China) Nach zwei Jahren auf der Insel Celebes kam er in die chinesischen Provinzen Shanxi und Henan. Später am kaiserlichen Hof in Peking als Mathematiker und wurde Teil der Gruppe gelehrter Jesuiten, mit denen sich der Kangxi-Kaiser umgab. Die letzten neun Jahre seines Lebens verbrachte er in Shanxi und war Co-Autor von Confucius, Sinarium Philosophus und Autor des großartigen chinesisch-lateinischen Wörterbuchs Wentse-Ko.
- Árpád Herhold (* 1902 in Ungarn, ab 1932 in China, † 1976 auf den Philippinen)
- Julien-Placide Hervieu (* 1671 in Frankreich, ab 1701 in China, † 1746 in Macao)
- He Tianzhang (* 1667 in Macau, Jesuit ab 1686, † 1736 in China) Missionar in Nanjing, Jiangzhou in Shanxi, Beijing, Tartaria, Canton (kurzes Exil), Yuwei in Shanxi, Liaodong und Henan.
- Pierre Marie Heude (* 1836 in Frankreich, ab 1868 in China, † 1902 in China) Conchologe und Zoologe, unternahmen Forschungsreisen durch ganz China und auch zu anderen Ländern in Ost- und Südostasien, gründete das Jesuitenmuseum in Zikawei in Shanghai. Als Conchologe unter anderem bekannt durch das zehnbändige Werk Conchyliologie fluviatile de la Province de Nanking (et de la Chine centrale).
- Romain Hinderer (* 1668 in Frankreich, ab 1706 in China, † 1744 in China) Arbeitete in Guangdong, wurde dann aber vom Kangxi-Kaiser nach Peking berufen. Er beteiligte sich am großen Kartierungsprojekt des Kaisers und reiste durch das ganze Land. Während der Verfolgung in Tonkin war er in der Gegend und half Jesuiten, die dort verhaftet wurden. Während der Verfolgungen in China im Jahr 1724 wurde er in Zhejiang inhaftiert. Er gründete auch eine Gemeinde. Als Missionar war er auch in Hangzhou, Kanton, Yunnan und in Changshu.
- Sándor Horváth (* 1902 in Ungarn, ab 1926 in China, † 1965 in Taiwan)

### I
- Pierre Noël Le Chéron d’Incarville (* 1706 in Frankreich, ab 1740 in China, † 1757 in China) Arbeitete am kaiserlichen Hof in Peking, wo er versuchte, den Kaiser zu bekehren. Er ist bekannt für seine wichtige botanische Forschung.
- Prospero Intorcetta (* 1626 in Italien, ab 1659 in China, † 1696 in China) Arbeitete zuerst in Jiangxi, und nach einer Anstellung als Prokurator in Rom landete er schließlich in Hangzhou, wo er von großer Bedeutung war. Dort arbeitete er an der Gründung eines Priesterseminars. Er war ein sehr produktiver Übersetzer und Autor: Er fertigte lateinische Übersetzungen der chinesischen Klassiker an und übersetzte die Jesuitenordnung und die Geistlichen Exerzitien des heiligen Ignatius von Loyola ins Chinesische. Er schrieb auch einen langen Brief zur Verteidigung der Einstellung der Jesuiten zu den chinesischen Riten und entwickelte verbesserte Druckmethoden in China.
- Juan Miguel de Irigoyen (* 1646 in Spanien, in China 1678 bis 1685, † 1699 auf den Philippinen, 42 Jahre alt)
- Rémy Isoré (* 1852 in Frankreich, in China ab 1882, getötet 1900) Arbeitete in Shandong und Xianxian und wurde während des Boxeraufstands getötet. Kanonisiert im Jahr 2000.

### J
- Claude Jacquemin (* 1669 in Frankreich, in China seit 1703, † 1734 in (?)) Die Quellen geben keinen vollständigen Überblick über seine Wirkungsorte, aber er war auf jeden Fall auf der Insel von Chongming und anderswo in Jiangnan.
- Jean-Baptiste Jacques (* 1688 in Frankreich, in China ab 1722, † 1728 in China) Arbeitete in Peking, Hankou und in Kanton.
- Pierre Jartoux (* 1669 in Frankreich, ab 1701 in China, † 1720 in China)
- István Jaschkó (* 1911 in Ungarn, von 1938 bis 1954 in China)
- Thomas Ignace Jiang (* 1669 in China, Jesuit ab 1690, † ca. 1718 in Macau) Missionare in Huai’an, Nanjing, Songjiang, Shanghai und arbeitete nach 1712 hauptsächlich in Macao.
- Manuel Jorge (* 1621 in Portugal, in China ab 1651, † 1677 in China) Arbeitete in Hangzhou und besonders in Nanjing (wo er eine Kirche baute) und Huai’an.

### K
- József Kaufmann (* 1915 in Ungarn, in China 1938 bis 1954, † 1985 auf den Philippinen)
- Imre Kékessy (* 1905 in Ungarn, in China 1933 bis 1952, † 1986 in Kolumbien)
- István Kerekes (* 1903 in Ungarn, ab 1928 in China, † 1969 in Taiwan)
- Wenceslas Pantaleon Kirwitzer (* 1588 in Böhmen, ab 1619 in China, † 1626 in China) Tätig als Missionar und Astronom; war wahrscheinlich Kopernikaner. Seine Kometenbeobachtungen wurden in dem Werk Observationes cometarum anni 1618 factæ in India Orientali a quibusdam S. J. mathematischis in Sinense regnum navigantibus veröffentlicht.
- Ignaz Kögler (* 1680 in Deutschland, in China ab 1716, † 1746 in China) Direktor des Kaiserlichen Astronomisch-Mathematischen Bureaus. Autor vieler mathematisch-astronomischer Werke in Latein und Chinesisch. Als unter Kaiser Yongzheng die Christenverfolgung ausbrach, war er dank seiner Position in der Lage, die Verfolgungen zu mildern.

### L
- Joseph Labbe (* 1677 in Frankreich, ab 1722 in China, † 1745 in Macao) Arbeitete in Kanton, gründete ein Priesterseminar in Macao und war später Missionar in Huguang und in Jiangxi.
- Alexandre de La Charme (* 1695 in Frankreich, ab 1728 in China, † 1767 in China)
- Laszlo Ladany (* 1914 in Ungarn, ab 1940 in China, † 1990 in Hongkong) Arbeitete in Peking, Shanghai, Tianjin und Hongkong, am besten bekannt als Sinologe, der China News Analysis, die mehrere Jahrzehnte lang die politische, wirtschaftliche, soziale und kulturelle Entwicklung in der Volksrepublik China analysierte.
- Pierre Ladmiral (* 1723 in Frankreich, ab 1766 in China, † 1784 in China)
- Francisco de Lagea (* 1585 in Macao, Jesuit ab 1610, † 1647 in Macao) Laienbruder; Katechet und Maler in Shanghai, Hangzhou, Nanjing, Jiangzhou in Shanxi, Kienchang in Jiangxi und Hainan und Namyung in Guangdong.
- Gottfried Xavier von Laimbeckhofen (* 1707 in Österreich, ab 1736 in China, † 1787 in China) Er arbeitete in Huguang, Changzhou, Wuhu und am Insel Chongming und wurde Bischof von Nanjing, musste aber in Peking wohnen; im Süden des Landes konnte er sich wegen des Verbots des Christentums nur verkleidet bewegen. Seine Bemühungen unter Fischern und Menschen in den armen Schichten waren groß.
- Mathurin de Lamathe (* 1723 in Frankreich, ab 1755 in China, † 1786 in China)
- Jean-Baptiste de La Roche (* 1704 in Frankreich, ab 1740 in China, † 1785 in China)
- Giovanni Laureati (* 1666 in Italien, in China 1698–1702, 1709–1720 und ab 1722, † 1727 in Macao) Arbeitete unter anderem in Fatshan, Canton und auf der Insel Sancian in der Nähe von Macao. 1702 wurde er auf die Philippinen geschickt, kehrte aber 1709 nach China zurück. Er gründete das Priesterseminar von São José in Macau für die chinesische Vizeprovinz. Später arbeitete er in Huguang (in Hankou) und in Fuzhou, Amoy und Putian (damals Hinghua) in Fujian, und später in Kaifeng und Yenping. Er wurde dann mit dem kaiserlichen Hof in Peking in Verbindung gebracht. Der Kaiser schickte ihn 1721 als seinen Legaten nach Kanton. Von 1722 bis 1725 war er in Nanchang in Jiangxi und musste 1725 ins Exil nach Kanton gehen.
- Emanuele Laurifice (* 1646 in Italien, in China ab 1679, † 1685 in China) Arbeitete in Shanghai, Jiangzhou in Shanxi, Xi’an, Songjiang, Nanjing und Hangzhou.
- Louis Le Comte (* 1655 in Frankreich, in China 1687–1691, † 1748 in Frankreich) Missionar in Ningbo und Peking, zeichnete sich als Astronom, Naturforscher und Geograph aus. Nach seiner Rückkehr nach Frankreich war er Prokurator des Ordens für die chinesischen Missionen. Sein Werk Nouveau mémoire sur l’état présent de la Chine von 1696 löste eine Debatte über die chinesischen Riten aus.
- Jean Lefeure (* 1922 in Frankreich, in China von 1947 bis 1952) studierte an der Peking-Universität, baute gute Beziehungen zu den neuen Machthabern auf, wurde aber 1952 ausgewiesen. Spezialisiert auf Orakelknochen-Inschriften und über die Verbreitung der chinesischen spirituellen Intuition in der chinesischen Sprache, Kunst, Politik und Religion.
- António Leitão (* 1578? in Macao, Jesuit ab 1603, † 1611 in China auf See) Laienbruder, arbeitete in Kaifeng und Shaozhou.
- Joseph Le Quesne (* 1677 in Belgien, ab 1712 in China, † 1714 in China)
- Leopold Liebstain (* 1667 in Deutschland, ab 1707 in Macao, † 1711 in China)
- Niccolò Longobardo (* 1565 in Italien, in China ab 1597, † 1655 in China) Arbeitete in Shiuchow, Shaozhou und Peking und wurde Pater Matteo Riccis Nachfolger als Oberer der Jesuiten in China. Im Gegensatz zu Ricci lehnte er die traditionellen chinesischen Gottesnamen als auf den christlichen Gott anwendbar ab und vertrat auch eine andere Position zu den chinesischen Riten. Er war führend bei der Rekrutierung von Jesuiten, die Astronomen und Mathematiker waren, die am chinesischen Hof dienen konnten. Neben theologischen Arbeiten schrieb er unter anderem über Erdbeben, über Joschafat und über Buddhas Leben. Er gründete die erste Mission in der Provinz Shandong.
- António Lopes (* 1618 in Portugal, spätestens ab 1660 in China, † 1677 in Macau) Arbeitete auf Hainan und in Macau.
- António Lopes (* 1669 in Portugal, spätestens ab 1696 in China, † 1699 in Macau)
- Caetano Lopes (* 1690 in Portugal, in China 1716 bis 1730, † 1735 in Indien)
- Claude-François Loppin (* 1707 in Frankreich, in China ab 1739, † 1742 in China) Arbeitete in der Doppelprovinz Huguang, sowohl in Hubei als auch in Hunan.
- Barnabé Loupias (* in Frankreich, in China von 1702 bis 1708 und von (?), † 1736 in Macao)
- João de Loureiro (* 1717 in Portugal, in China von 1738 bis 1742 und von 1777 bis 1781, † 1791 in Portugal) Der größte Teil seiner Arbeit in Ostasien war in Indochina; aber sein Wissen über natürliche Heilpflanzen als Botaniker und Naturforscher (Paläontologie) wurde auch während seiner ersten Zeit in China mit Sitz in Macao und seiner zweiten Zeit mit Sitz in Kanton entwickelt. Einige seiner Werke schrieb er auf Chinesisch.
- Andrea-Giovanni Lubelli (* 1611 in Italien, in China ab 1646, † 1685 in Macao) arbeitete in Indien, und später in Macao, Tonkin, Hainan, Guangzhou, Peking, Japan, Shansi-Shensi und Hukwang. Er schrieb eine Reihe von Schriften über Nachsicht, Gebet, Meditation und spirituelle Führung, darunter Zhenfu zhilu und Shansheng fuzhong zhenglu.

### M
- Germain Macret (* 1620 in Frankreich, spätestens ab 1664 in China, † 1676 in China) Arbeitete in Jiangxi, Huguang, Macao (unter anderem als Rektor des Priesterseminars), Fuzhou und für kurze Zeit in Vietnam.
- Antonio de Magalhães (* 1677 in Portugal, in China 1705–1721 und ab 1726, † 1735 in China) Arbeitete zunächst in Peking. Von 1721 bis 1725 war er Chinas Botschafter in Portugal.
- Bento de Matos (* 1600 in Portugal, ab 1630 in China, getötet von Piraten 1651 auf See) Missionar in Südchina auf Hainan und im vietnamesischen Cochinchina.
- Domingos de Magalhães (* 1670 in Portugal, ab 1699 in China, † 1722 in China) Er arbeitete in Shanghai und in Songjiang, wo er eine katholische Schule leitete.
- Gabriel de Magalhães (* 1610 in Portugal, in China ab 1640, † 1677 in China) Zusammenarbeit mit Pater Buglio in Sichuan und Peking. Zum Tode verurteilt, aber nicht hingerichtet.
- José de Magalhães (* 1636 in Portugal, ab 1659 in China, † 1683 in Macau)
- Matias da Maia (* 1616 in Portugal, ab ca. 1641 in China, † 1667 auf See) Arbeitete in Macau, auf Hainan und in Ganzhou in der Provinz Jiangxi.
- Joseph Marie Anne de Moyriac de Mailla (* 1669 in Frankreich, in China ab 1703, † 1748 in China) Er arbeitete in Kanton, Jiujiang (in Jiangxi) und in Peking. Er veröffentlichte Karten von Henan, Jiangnan, Zhejiang, Fujian und Taiwan. Er schrieb die Histoire générale de la Chine und Bücher über chinesische Frömmigkeit. Er führte die Verehrung des Heiligsten Herzens Jesu in Peking ein.
- Léon-Ignace Mangin (* 1857 in Frankreich, in China ab 1882, getötet 1900) Er war Dekan von Hengshui in Zhili und wurde während des Boxeraufstands getötet. Kanonisiert im Jahr 2000.
- Martin Martini (* 1614 in Italien, ab 1643 in China, † 1661 in China) Missionar in Hangzhou, arbeitete für den Ming-Anwärter und wurde Ming-Mandarin, fertigte eine hochwertige Karte von China an, ging nach Rom und erwirkte die päpstliche Zustimmung für die Unterbringung der Jesuiten in Ritusangelegenheiten.
- Joseph Ma Xiangbo (* 1840 in Jiangsu, Jesuitenpriester ab 1870, † 1939 in China) Gründer der Aurora-Universität und der Fudan-Universität in Shanghai, Mitbegründer der Fu Jen University in Peking.
- Guillaume Melon (* 1666 in Frankreich, ab 1701 in China, † 1710 in China)
- Manuel Mendes (* 1656 in Portugal, ab 1684 in China, † 1741 in Macao) Arbeitete in Nanchang, Jiangnan, Shanghai und Macao.
- Hubert Cuisin de Méricourt (* 1529 in Frankreich, ab 1773 in China, † 1774 in China) Er arbeitete am Hof in Peking als Uhrmacher und mit anderen technischen Geräten.
- Paulo de Mesquita (* 1692 in Portugal, ab 1726 in China, † 1729 in China)
- Johann Baptist Messari (* 1623 in Gorizia/Österreich, in China von 1707 bis 1715, gemartert 1723 in Tonkin)
- Balthasar Miller (* 1683 in Friaul/Österreich, in China von 1718 bis etwa 1725, † 1741 in Slawonien/Österreich)
- Fernando Bonaventura Moggi (* 1684 in Italien, ab 1721 in China, † 1761 in China) Er arbeitete als Künstler am kaiserlichen Hof in Peking und baute zusammen mit P. Fridelli die Dongtang-Kirche in Peking. Er gehörte zu den Malern, die gemeinsam mit Pater Castiglione große Bedeutung für die chinesische Malerei erlangte
- Walter Ignazio de Monte (* 1612 in der Schweiz, ab ca. 1651 in China, † 1680 in China) Überquerte die Frontlinien zwischen Koxinga und den Manchus auf seinem Weg nach Amoy in China. Später ging er weiter zu den Missionen in der Provinz Jiangxi.
- João Monteiro (* 1602 in Portugal, in China ab 1637, † 1648 in Indien?) Arbeitete in Jiangxi und Zhejiang.
- José Monteiro (* 1646 in Portugal, ab 1680 in China, † 1720 in Macau) Missioniert unter anderem in Huguang, Nanchang in Jiangxi und in Fuzhou. Wurde 1707 vom Kaiser nach Kanton verbannt. Zwei Perioden lang war er Vizeprovinz in China. Der König von Portugal ernannte ihn zum Bischof von Nanjing, aber dies wurde von Rom nicht bestätigt.
- Miguel Monteiro (* 1625 in Macao, wurde 1643 Jesuit, starb 1704 in Macao) Professor und Präfekt des Priesterseminars in Macao.
- Antonio Saverio Morabito (* 1691 in Italien, in China von 1720 bis 1762, † 1769 in Italien)
- Manuel de Morais (* 1711 in Macao, Jesuit ab 1731, † 1746 in Macao) Missionar in Huguang und Jiangnan.
- Aloys Moriz (* 1738 in Österreich, in China 1773 möglicherweise bis 1774, † 1805 in Russland) Er kam auf dem Weg zum kaiserlichen Hof in Peking nach Canton, als dort aber der Jesuitenorden aufgelöst wurde Gleichzeitig machte er eine Kehrtwende und landete als Jesuit in Russland (wo die Behörden dem Befehl untersagten, dem Auflösungsbefehl des Papstes Folge zu leisten).
- Franz Moser (* 1711 in Deutschland, ab 1751 in China, † 1776 in China) Arbeitete in Macau und Huguang.
- Claude Motel (* 1618 in Frankreich, ab 1657 in China, † 1671 in China) Arbeitete in Hangzhou, Shaanxi und Ganzhou.
- Jacques Motel (* 1619 in Frankreich, ab 1656 in China, † 1692 in China) Arbeitete besonders in Huguang, wo er mehrere Missionsgemeinden gründete. Verfasser des katechetischen Leitfadens Shengxi guiyi (1689) zur Tauflehre und zum Taufakt, der unter anderem erklärt, dass jeder (auch Laien) berechtigt und verpflichtet ist, das Sakrament der Taufe zu spenden in articulo mortis (Situationen in Todesgefahr).
- Manuel da Motta (* 1720 in Portugal, ab 1748 in China, † 1682 in China)
- João Mourão (* 1681 in Portugal, in China ab 1700, † 1726 in China)

### N
- Kálmán Nagy (* 1911 in Ungarn, in China von 1938 bis 1949, † 1962 in Frankreich)
- József Németh (* 1902 in Ungarn, ab 1936 in China, † 1968 in Taiwan)
- Jean Sylvain de Neuviale (* 1696 in Frankreich, in China von 1729 bis 1763, † 1764 in Portugal)
- Giovanni Niccolò (* 1560 in Italien, ab 1582 in China, † 1626 in Macau) Missierte hauptsächlich in Japan, gründete dort und in Macau Malschulen.
- Ni Yicheng (* 1579 in Japan, ab 1601 in China, † 1638 in Macau) Chinesisch-japanischer Abstammung. Laienbruder und Maler, Missionar in Macao, Peking und Nanchang.
- François Noël (* 1651 in Frankreich, in China 1685–1703 [mit kurzen Unterbrechungen], 1707–1708 und 1716–17??, † 1729 in Frankreich) Missionar unter anderem in Kanton, Shanghai und Nanchang, wurde als Missionsprokurator nach Rom entsandt, wo er sich erfolglos für die jesuitische Sicht im Ritusstreit einsetzte. Nach einiger Zeit in China schickte ihn der Kangxi-Kaiser als seinen Abgesandten nach Rom, wiederum zugunsten der Missionsmethoden der Jesuiten. Veröffentlichte eine Reihe chinesischer Klassiker in lateinischer Sprache in seiner eigenen Übersetzung: Sinensis Imperii Libri Classici Sex.
- Jean Noëlas (* 1669 in Frankreich, ab 1701 in China, † 1740 in Macau)
- Louis Jean-Xavier-Armand Nyel (* 1670 in Frankreich, in China von 1711 bis 1715, † 1737 in Spanien)

### P
- Feliciano Pacheco (* 1622 in Portugal, ab 1651 in China, † 1687 in China) Unter anderem in Shanghai, Huai’an und Nanjing tätig. Er war von 1666 bis 1669 und von 1672 bis 1673 Vizeprovinzial der Jesuitenmission. In Nanjing bekehrte er den Vizekönig zum Katholizismus.
- Francisco Pacheco (* 1568 in Portugal, in China 1608–1611 und 1614–1615, Märtyrer 1626 in Japan) Hauptsächlich in Japan auf Mission, aber zeitweise in Macau tätig.
- João Pacheco (* 1668 in Macao, Jesuit ab 1688, † 1725 in Macao) Missionar japanischer Abstammung, arbeitete in Hainan und in Fatshan und Kanton.
- Lajor Pál (* 1899 in Ungarn, in China von 1933 bis 1947, † 1976 in den USA)
- Diego de Pantoja (* 1571 in Spanien, ab 1597 in China, † 1618 in China) Begleitete Pater Ricci nach Peking, arbeitete dort als Musiker, Astronom und Geograph (die Arbeit mit den Längengraden) eine große Bedeutung für die missionarischen Methoden der Jesuiten, für das Verständnis Europas von China und Chinas Einsicht in Teile der westlichen Technologie; später nach Macau deportiert.
- André Palmeiro (* 1569 in Portugal, ab 1624 in China, † 1635 in Macao) Besucher der chinesischen Missionen der Jesuiten und Leiter der Jiading-Konferenz 1627, wo die Jesuiten Fragen klärten wie die beste chinesische Terminologie, sollte aber für Gott verwendet werden. Arbeitete auch in Peking und Macao.
- Giuseppe Panzi (* 1734 in Italien, in China ab 1771, † vor 1812 in China) War Maler am kaiserlichen Hof, malte ein berühmtes Porträt des Qianlong-Kaisers. Nach der Auflösung des Jesuitenordens blieb er bis zu seinem Tod als ordentlicher Priester in China.
- Giandomenico Paramino (* 1661 in Italien, frühestens 1697 bis 1709 in China, † 1713 in Goa)
- Dominique Parrenin (* 1665 in Frankreich, ab 1698 in China, † 1741 in China) Arbeitete in Peking, wo er in Peking eine Lateinschule für junge mandschurische Diplomaten gründete. Unter dem Yongzheng-Kaiser, der die Verfolgung der Christen zuließ, arbeitete er von seiner Position am Hof aus für den Fortbestand der Kirche in China und konvertierte die Mandschu-Fürstenfamilie Sunu (Sourmiana) zum Katholizismus. Er half im Auftrag des Kaisers bei der Entwicklung einer großen Karte von China. Durch seine umfangreiche Korrespondenz mit europäischen Gelehrten trug er dazu bei, die noch junge Wissenschaft der Sinologie zu stärken. In China versuchte er, das Wissen über die neuesten Erkenntnisse in der Anatomie zu verbreiten.
- Francesco Pasio (* 1554 in Italien, in China 1582–1583 und 1612, † 1612 in Macao) In Zhaoqing mit Fr. Ruggieri 1582–1583.
- Lajos Papilla (* 1913 in Ungarn, in China von 1936 bis 1953, † 2000 auf den Philippinen)
- Estêvão Peixoto (* in Portugal, in China ab etwa 1722, † 1739 in China)
- Jean-François de Pélisson (* 1657 in Frankreich, in China 1699–1710, † 1713 in Frankreich) Arbeitete in Kanton.
- Francisco Pereira (* 1607 in Portugal, in China ab etwa 1630, † 1634 in Macao) Er arbeitete ab 1633 in Hunan und ab 1634 in Fuzhou.
- Francisco Pérez (* 1514 in Spanien, in Macau von 1563 bis 1568, † 1583 in Indien) Gründete die erste Jesuitenresidenz in Macao, besuchte Kanton und erhielt eine chinesische Weigerung, sich im Königreich niederzulassen.
- João Pereira (* 1663 in Portugal, ab 1695 in China, † 1738 in Macao)
- José Pereira (* 1690 in Portugal, ab 1698 in China, † 1731 in Macau)
- Manuel de Pereira (* um 1637 in Portugal, in China spätestens ab 1663, † 1681 in China)
- Thomas Pereyra (* 1645 in Portugal, ab 1672 in China, † 1708 in China) Arbeitete am kaiserlichen Hof u. a. als Musiker und Astronom. Orgelbauer und Kirchenbauer in Peking. Kaiserlicher Dolmetscher bei den Verhandlungen über den Vertrag von Nertschinsk. Stellvertretender Direktor des Kaiserlichen Astronomisch-Mathematischen Büros.
- Louis de Pernon (* 1664 in Frankreich, ab 1698 in China, † 1702 in China, 39 Jahre alt)
- Francesco Di Pietri (* 1562 in Italien, in China ab 1590, † 1593 in China) Ursprünglich für die Mission in Japan bestimmt, aber Missionar in Shaozhou in Guangdong.
- Domingos Pinheiro (* 1688 in Portugal, ab 1726 in China, † 1748 in China)
- André Pinto (* 1538 in Portugal, in Macao von 1563 bis ?? und ab etwa 1581, † 1588 in Macao) Prokurator in Macao 1584–1588 für die japanischen Missionen.
- Francisco Pinto (* 1662 in Portugal, ab ca. 1682 in China, † 1731 in Macau) Arbeitete in Xi’an in Shaanxi, Yenping in Fujian, Hangzhou, Hebei, Jinan in Shandong, Songjiang, Zhengding, auf der Insel Chongming und in Macao.
- Diogo Pinto (* in Portugal, ab 1596 in China, † 1618 in Macau) Arbeitete in Kanton und später im St. Pauls Universitäts-Collegium in Macao.
- Manuel Pinto (* 1690 in Portugal, ab 1716 in China, † 1743 in Macau)
- António Pires (* 1721 in Portugal, ab 1746 in China, † 1759 in Macao)
- Francisco Pires (* 1563 in Portugal, in China 1581 und zeitweise in Macao, † 1632 in Macao) Missionar hauptsächlich in Japan, besuchte aber 1581 Kanton.
- Inácio Pires (* 1724 in Portugal, in China ab 1753, † nach 1776 in China)
- Louis de Poirot (* 1735 in Frankreich, in China ab 1770, † 1813 in China) Er arbeitete in Kanton und förderte alles in Peking, wo er Hofmaler war. Außerdem war er Übersetzer und Dolmetscher am kaiserlichen Hof, arbeitete als Priester in Peking und übersetzte große Teile der Bibel vor allem ins Mandschu, teilweise aber auch ins Chinesische. Nachdem der Jesuitenorden abgeschafft worden war, versuchte er, den Vatikan dazu zu bringen, die Wiederherstellung des Jesuitenordens in China zuzulassen, und appellierte 1802 vergeblich an die Jesuiten in Russland, Priester zu den China-Missionen zu schicken. Er war der letzte Überlebende der Jesuitenpriester des Alten Ordens in China.
- Edmond Poncet (* ca. 1613 in Frankreich, ab 1656 in China und Cochinchina, † 1667 in Macau)
- Louis Porquet (* 1671 in Frankreich, ab 1701 in China, † 1752 in Macau)
- Antonio Posateri (* 1640 in Italien, spätestens ab 1684 in China, † 1705 in China) Missionar in Guangdong, Shanghai, Nanjing, Shaanxi und Gansu. 1696 wurde er der erste apostolische Vikar in Shanxi, starb aber, bevor er zum Bischof geweiht wurde.
- Joseph-Henri-Marie de Prémare (* 1666 in Frankreich, ab 1698 in China, † 1736 in China) Langjähriger Anhänger des Figurismus, Missionar unter anderem in Raozhou in Jiangxi und in Jianzhang, arbeitete mit Joachim Bouvet am Hof in Peking zusammen. Später in Jiujiang, Kanton und Macao
- Antonio Francesco Giuseppe Provana (* 1662 in Italien, in China von 1695 bis 1708, † 1720 auf See)

### Q
(kein Eintrag)

### R
- Pál Rab (* 1914 in Ungarn, ab 1939 in China, † 1995 in Taiwan)
- João de Deus Ramalho (* 1890 in Portugal, in China von 1924 bis 1954, † 1958 in Portugal) Missionar in Zhaoqing, dann Bischof von Macau 1942–1954.
- Jean-Baptiste Régis (* 1664 in Frankreich, in China ab 1698, † 1737 in China) Er spielte eine Schlüsselrolle in der ersten vollständigen Kartographie Chinas von Anfang bis Ende (1708–1717), unterstützt vom Kangxi-Kaiser.
- Ferenc Resch (* 1886 in Ungarn, ab 1933 in China, † 1943 in China)
- Carlos de Rezende (* 1664 in Portugal, ab 1696 in China, † 1746 in China) Er arbeitete zuerst 28 Jahre lang in Zhengding in Hebei und dann 22 Jahre lang in Beijing. König João VI von Portugal schlug 1711 vor, dass er zum Bischof von Xi’an ernannt werden sollte, aber der Papst weigerte sich, eine weitere Diözese in China zu gründen.
- Giacomo Rho (* 1593 in Italien, ab 1622 in China, † 1638 in China) Er war in Macau, als holländische Truppen 1622 versuchten, die Stadt zu erobern, unterrichtete die Bevölkerung im Umgang mit Artillerie und trug damit dazu bei, dass der Angriff abgewehrt wurde. Dies führte dazu, dass er und andere Jesuiten vom Wanli-Kaiser in Peking angefordert wurden, der Probleme mit Eindringlingen entlang der Nordgrenze des Landes hatte. Er arbeitete am kaiserlichen Hof als Astronom und half bei der Erstellung eines verbesserten chinesischen Kalenders. Sein Schreiben dreht sich um astronomische und theologische Fragen, einer half bei der Vorbereitung des Chongzhen-Kalenders.
- Alexandre de Rhodes (* 1593 in Avignon, Kirchenstaat, in China 1623–1624, 1630–1640 und 1645, † 1660 in Persien) Ging eigentlich nach Japan, wurde aber stattdessen Missionar unter den Vietnamesen, wurde von dort zweimal vertrieben und arbeitete dann in Macau, entwickelte die romanisch-vietnamesische Schriftsprache, schlug Rom vor, um den Mängeln des portugiesischen Padroado-Systems entgegenzuwirken, Apostolische Vikariate sollte sich in Fernost etablieren, arbeitete am Aufbau des nationalen Klerus und wurde Initiator und Gründer der „Pariser Auslandsmissionsgesellschaft“ (Missions Etrangères de Paris).
- Josef Ridler (* 1678 in Deutschland, ab ca. 1716 in China, † 1715 auf See zwischen Macao und Goa)
- Matteo Ricci (* 1552 in Italien, in China ab 1582, † 1610 in China) Der führende Missionar der Jesuitenmission, Pionier der Annäherung an konfuzianische Mandarinen, nachdem er sich zunächst hauptsächlich auf den chinesischen Buddhismus bezogen hatte, begleitete Pater Michele Ruggieri in Zhaoqing errichtete mehrere Missionsstationen zwischen Macao und Peking, gewann die Gunst des kaiserlichen Hofes in Peking, wurde berühmt für sein Kartenwerk und eine Reihe von mechanischen Geräten, die er vorstellte, initiierte die die Entsendung von Astronomen und anderen Jesuiten mit wissenschaftlichem Hintergrund nach China, konvertierte hohe chinesische Mandarine wie Xu Guangqi und Li Zhizao, verfasste den führenden Katechismus Tianzhu Shiyi und übersetzte Teile von Euklids Elementen ins Chinesische. Er schrieb auch Wörterbücher zwischen chinesischen und europäischen Sprachen. Der Wanli-Kaiser gewährte den Jesuiten die Grabstätte Zhalan für die ehrenvolle Beerdigung von Pater Ricci. - Es läuft ein kirchliches Untersuchungsverfahren (2010) im Hinblick für eine mögliche Seligsprechung.
- Baltasar Diego da Rocha (* 1632 in Portugal, in China 1665–1669 und ab 1683, † 1694 in China) Nach mehreren Jahren in Siam, Tonkin und als Missionsprokurator in Rom arbeitete er für viele Jahre in Macau.
- Bartolomeu de Roboredo (* 1607 in Portugal, ab 1636 in China, † 1647 in China) Arbeitete in Macao und Kanton.
- Muzio Rocchi (* 1572 in Italien, ab 1601 in Macao, † 1605 in Macao) Theologe und Mathematiker, arbeitete in Macau.
- Félix da Rocha (* 1713 in Portugal, ab 1737 in China, † 1781 in China) Stellvertretender Direktor des Kaiserlichen Astronomisch-Mathematischen Büros.
- João da Rocha (* 1563 in Portugal, ab 1598 in China, † 1623 in China) Missionar in Nanjing, wo er den Großmandarin Xu Guangqi taufte, und später in Fujian und mehreren anderen Provinzen. Zu seinen Werken gehörten der Katechismus Tianzhu Shengjiao Qimeng (Einführung in die christliche Lehre) und Song Nianzhu Guicheng, eine Erklärung des Rosenkranzes, die insbesondere die Christologie aus den Gebeten erklärte.
- Bernard Rodes (* 1646 in Frankreich, ab 1699 in China, † 1715 in China) Laienbruder, erfahrener Apotheker und Arzt am kaiserlichen Hof, heilte den Kangxi-Kaiser und wurde einer seiner Leibärzte.
- André Rodrigues (* 1729 in Portugal, ab ca. 1755 in China, † 1796 in China) Direktor des Kaiserlichen Astronomisch-Mathematischen Büros.
- Francis A. Rouleau (* 1900 in den USA, in China von 1929 bis 1952, † 1984 in den USA) Arbeitete in Shanghai; forscht unter anderem zum Spezialgebiet Ritenstreit.
- João Rodrigues (* 1561 in Portugal, in China 1594–1596 und ca. 1610–1633, † 1633 in China) Missionar in Japan (erster Mensch, der die japanische Teezeremonie in einer europäischen Sprache beschrieb) und dann in China, führender Protosinologe und Geograph, Übersetzer am kaiserlichen Hof, kritisch gegenüber den Missionsmethoden von Pater Ricci – aufgrund seiner Erfahrungen in Japan war er dabei dafür, das Wort Deus, also das lateinische Wort, zu verwenden, um nicht mit irreführenden Konnotationen zu kämpfen, die ostasiatischen Gottesvorstellungen anhaften könnten.
- Andrzej Rudomina (* 1595 in Litauen, ab 1625 in China, † 1632 in China) arbeitete in Jiādìng und Fuzhou, nahm an der Jiading-Konferenz teil zu Themen wie die beste chinesische Terminologie für die Verwendung des Wortes „Gott“, schrieb Werke zur christlichen Moral; über Tugenden und Laster Theu che pa fou sin tou (Achtzehn Bilder des Herzens) und Che fou kin tai tou (Zehn Bilder des Fleißigen und des Faulen). Zusammen mit Pater Giulio Aleni schrieb er Ke to je tchao (Antworten auf verschiedene Fragen, 1630) über Glauben, Natur und Mathematik, ein Werk, das das Ergebnis von Gesprächen mit Mandarinen war.
- Michele Ruggieri (* 1543 in Italien, in China 1579–1588, † 1607 in Italien) Erster missionarischer Pionier, der sich in China innerhalb von Macau niederließ: In Zhaoqing ab 1582, später in Zhejiang, Guangxi und Huguang; Autor des chinesischen Katechismus, führender Mitwirkender bei der Arbeit an einem portugiesisch-chinesischen Wörterbuch.

### S
- Jerónimo Sá (* 1659 in Macao, Jesuit ab 1682, † 1691 in Macao) Laienbruder in Macau aus einer englischen Familie.
- João de Sá (* 1672 in Portugal, ab 1694 in China, † 1731 in China)
- Francesco Sambiasi (* 1582 in Italien, ab 1610 in China, † 1649 in China) Astronom, arbeitete als Missionar in Peking, Jiading, Shanghai, Kaifeng, Shanxi, Shandong, Nanjing und nach dem Untergang der Ming-Dynastie noch für den vertriebenen Ming-Kaiser Yongli, der ihn zum Mandarin ernannte.
- Duarte de Sande (* 1547 in Portugal, ab 1585 in China, † 1599 in China) Oberster der Jesuiten in China 1585–1597, arbeitete in Zhaoqing, Shaozhou und Macau.
- Inácio Sanga (* 1631 in Macau, Jesuit ab 1652, verließ Macau um 1680, † 1688 in Kambodscha) Minister des Jesuitenkollegs St. Paul in Macao, später Missionar in Kambodscha.
- Johann Adam Schall von Bell (* 1592 in Deutschland, in China ab 1622, † 1666 in China) Kanonenbauer für das kaiserliche Heer, Direktor des kaiserlichen astronomischen Bureaus, Missionar am kaiserlichen Hof während der Ming- und Qing-Dynastien, zum Mandarin ernannt und mit hohen Ehren geehrt, Berater der Chongzhen-, Shunzhi- und Kangxi-Kaiser, während der Oboi-Periode zum Tode verurteilt (aber begnadigt). Posthum rehabilitiert. Er half bei der Vorbereitung des Chongzhen-Kalenders, der Version des chinesischen Kalenders, die immer noch als Grundlage im chinesischen Kulturraum verwendet wird.
- Johann Schreck (* 1576 in Deutschland, in China ab 1619, † 1630 in China) Arbeitete in Hangzhou und in Peking, Botaniker und Astronom; übersetzte wissenschaftliche europäische Bücher. Er leistete wichtige Grundlagenarbeit für die chinesische Kalenderreform und erhielt Ratschläge in der Arbeit Johannes Kepler, der detaillierte Anweisungen und zwei Bände seiner Rudolphischen Tafeln schickte. Er leitete bis zu seinem Tod die Arbeit an der Kalenderreform, die den Chongzhen-Kalender[2] veränderte.
- József Sebes (* 1915 in Ungarn, in China 1940 bis 1947, † 1990 in Rom)
- João de Seixas (* 1710 in Portugal, ab 1742 in China, † 1785 in China)
- Alvaro Semedo (* 1585 in Portugal, ab 1613 in China, † 1658 in China) Missionar in Japan und in China, wo er in Macao, Jiangxi arbeitete, Jiangnan und Zhejiang. 1625 war er in Xi’an und beschrieb die neu entdeckte Nestorianische Stele, 1629 in Nanchang in Jiangxi. Missionsprokurator in Rom 1637–1644, dann für zwei Perioden Vizeprovinzial in China. 1650 war er für kurze Zeit ein Gefangener der Manchus im Kanton Guangzhou. Er arbeitete 1657 in Hangzhou.
- Luis de Sequeira (* 1693 in Portugal, ab 1726 in China, † 1763 in China)
- Philipp Sibin (* 1679 in Deutschland, in China ab 1732, † 1759 in China)
- Ignaz Sichelbarth (* 1708 in Böhmen, ab 1745 in China, † 1780 in China) Hofmaler in Peking, wurde 1768 Direktor der Kaiserlichen Malakademie und persönlicher Hofmaler des Qianlong-Kaisers und ernannter Mandarin. Gemeinsam mit seinen Jesuitenkollegen am Hof entwickelte er einen Stil, der europäische Kennzeichen wie Zentralperspektive und Chiaroscuro-Technik mit der traditionellen chinesischen Malkunst verband und so einen ganz eigenen Stil entwickelte – den chinesischen Jesuitenstil.
- Jan Mikołaj Smogulecki (* 1610 in Polen, in China ab 1646, † 1656 in Zhaoqing) arbeitete in Macau, Jiangnan, Hangzhou, Nanjing, Peking, Madjuria, Yunnan, Hainan und Guangdong. Als Mathematiker führte er die Chinesen in die Logarithmen ein und schrieb Werke über Sonnenflecken und Sonnenfinsternisse.
- Kilian Stumpf (* 1655 in Deutschland, ab 1694 in China, † 1720 in China) Direktor des Kaiserlichen Astronomisch-Mathematischen Büros, Rektor des Jesuitenkollegs in Peking, Visitator der Missionen im Fernen Osten. Als Notar und Prokurator für Ritusfragen des Jesuitenordens stark in den Ritusstreit eingebunden.

### T
- Pierre Vincent de Tartre (* 1669 in Frankreich, in China ab 1701, † 1724 in China) Er war Anti-Figurist (nannte ihr Projekt die Kabbala der Enochisten), beteiligte sich an der Schlacht der Riten, führte kartografische Arbeiten für den Kaiser durch und trug zu S. Régis’ und de Maillas Y-King: Antiquissimus Sinarum Liber bei.
- János Takács (* 1906 in Ungarn, in China 1932 bis 1954, † 1983 in Australien)
- Francisco Taveira (* 1575 in Macao, Jesuit ab 1604 und Priesterweihe 1621, † 1652 in Macao) Arbeitete unter anderem in Macao.
- Bartolomeo Tedeschi (* 1572 in Italien, ab 1601 in China, † 1609 in China) Missionar in Shaozhou in Guangdong.
- Manuel Teixeira (* 1536 in Portugal, in Macao 1563–1568, † 1590 in Goa) Gründete die erste Jesuitenresidenz in Macao, besuchte den Kanton und die Insel Lantau.
- Manuel Telles (* 1676 in Portugal, ab 1704 in China, † 1715 in China)
- Jean Testard (* 1663 in Frankreich, ab 1703 in China, † 1718 in China)
- Gilles Thébault (* 1703 in Frankreich, in China ab 1738, † 1766 in China)
- Franz Thilisch (* 1670 in Deutschland, in China ab 1710, † 1716 in China)
- Antoine Thomas (* 1644 in Belgien, ab 1685 in China, † 1709 in China) Direktor des kaiserlichen astronomisch-mathematischen Büros, entwickelte im kaiserlichen Auftrag ein Kartenwerk für die Gebiete um Peking, Führer der Französische Jesuiten in der Hauptstadt veröffentlichten eine große Anzahl wissenschaftlicher Arbeiten und engagierten sich stark im Ritenstreit um die Methoden der Jesuiten.
- Joseph François Tissanier (* 1618 in Frankreich, in China 1656–1657 und ab 1683, † 1688 in Macau) Arbeitete hauptsächlich in Vietnam und Siam, war dann aber Visitator für die China-Missionen der Jesuiten.
- Stanislao Torrente (* 1616 in Italien, in China ab 1659, † 1680 in China) Arbeitete in Guangdong, Jiangxi und Hainan, unter anderem als Vorgesetzter.
- António de Torres (* 1592 in Spanien, in China 1660–1669 und ab 1675, † 1680 in China)
- Michel Trigault (* 1602 in Frankreich, in China ab 1630, † 1667 in China) Arbeitete zuerst in Xian und dann in Jiangzhou.
- Nicolas Trigault (* 1577 in Frankreich, ab 1610 in China, † 1628 in China) Arbeitete in Nanjing, Hangzhou und Peking, arbeitete an der Etablierung der Priesterausbildung in China. War Missionsprokurator in Rom, wo er den Papst dazu brachte, die Bibel ins Chinesische zu übersetzen, damit sowohl ausländische als auch chinesische Priester Chinesisch für die Messe, das Brevier und das Brevier verwenden konnten Verwaltung von Sakraments. Rekrutierte in Europa viele neue Priester für China und brachte auch viele Bücher und mathematische Instrumente ins Land. Er entwickelte das erste System zur Romanisierung der chinesischen Sprache und veröffentlichte auch Äsops Fabeln auf Chinesisch.
- Agostino Tudeschini (* 1598 in Italien, in China ab 1631, † 1643 in China) Arbeitete in Shanghai, Shaanxi und Fujian.
- Carlo Giovanni Turcotti (* 1643 in Italien, ab 1680 in China, † 1706 in China) Missionar in Kanton und Fatshan, wurde Apostolischer Vikar für Guizhou.

### U
- Johann Ureman (* in Dalmatien, in China ab 1616, † 1621 in China) Missionar in Nanchang in Jiangxi.
- Sabbatino de Ursis (* 1575 in Italien, ab 1606 in China, † 1620 in China) Arbeitete am Hof in Peking, wo er mit der Reform des chinesischen Kalenders beauftragt wurde. Übersetzt mit Xu Guangqi ein Werk über Bewässerungsmethoden. Schlug vor, dass zu Riccis Zeiten in die katholische China-Mission aufgenommene Wiedergaben des Gottesbegriffs Tian, Shangdi und Tianzhu aufgegeben werden sollten, und dass man stattdessen zur Transliteration von Deus und lateinischen Ausdrücken wechseln sollte. Diese Position hat sich nicht durchgesetzt.

### V
- Alfonso Vagnone (* 1568 in Italien, in China ab 1604, † 1640 in China) Arbeitete in Nanjing, wo er Vorgesetzter wurde, und später in der Provinz Shanxi, ist bekannt unter anderem durch den Katechismus Jiaoyao jielüe 教要解略 aus 1615.
- Diogo Correia Valente (* 1568 in Portugal, in Macau ab 1618, † 1633 in Macau) Bischof von Funai, der 1632–1633 apostolischer Administrator von Macau wurde.
- Tommaso Valguarnera (* 1608 in Italien, in China 1653–1655 und 1669–1675, † 1677 in Siam) Arbeitete hauptsächlich in Siam, war aber 1670–1674 jesuitischer Visitator für China und Japan, mit Sitz in Macau.
- Alessandro Valignano (* 1539 in Italien, in Macao 1578–1579 und ab 1603, † 1606 in Macao) Organisator und Vorgesetzter der Missionen in Japan und China. Entwicklung einer Methode der Anpassung als Methode in den hochkulturell geprägten Ländern Ostasiens, d. h. mit Anpassung der Mission an die dort vorherrschenden Kulturen, in China in enger Abstimmung mit seinem Untergebenen Pater Ricci.
- Pierre Vaquier de La Baume (* 1733 in Frankreich, ab 1768 in China, † 1770 in China)
- Jean-Matthieu de Ventavon (* 1733 in Frankreich, ab 1766 in China, † 1787 in China) Am kaiserlichen Hof als Maschinenschlosser und Uhrmacher tätig, später Verwalter des Nachlasses der französischen Mission. Er baute zum großen Vergnügen des Qianlong-Kaisers einen uhrgetriebenen Automaten; in Form einer Vase, die zwischen zwei Männern getragen wird, und einem schreibenden Androiden, der Texte auf Mandschu, Mongolisch und Tibetisch schreiben kann.
- Ferdinand Verbiest (* 1623 in Belgien, ab 1658 in China, † 1688 in China) Versuchte vergeblich, den im Oboi zum Tode verurteilten Pater Adam Schall zu verteidigen Zeitraum. Unterrichtete den Kangxi-Kaiser in Mathematik und wurde einer seiner engen Berater. Direktor des Imperial Astronomical Bureau. Veröffentlichte eine große Anzahl von Werken zur Astronomie und anderen Naturwissenschaften sowie wichtige theologische Werke.
- Diogo Vidal (* 1660 in Portugal, in China 1688–1701, † 1704 auf See) Arbeitete in Fujian, Guangdong, Guangxi und Tonkin (Vietnam), wo er inhaftiert und später deportiert wurde.
- Claude Visdelou (* 1656 in Frankreich, in China 1687–1709, † 1737 in Indien) Einer der französischen Mathématiciens du Roy, wurde Titularbischof und Apostolischer Vikar von Guizhou, ein bedeutender Sinologe und Mathematiker. Er war gegen die Methoden seiner Jesuitenkollegen während des Ritenstreits in China.

### W
- Jean-Baptiste Waag (* 1725 in Frankreich, in China ab 1744, † 1746 in China) Kam nach Shashi in Huguang und studierte dort Theologie, starb dort aber kaum zwei Jahre ohne Priesterweihe.
- Michael Walta (* 1606 in Deutschland, in China ab 1638, † 1644 in China) Arbeitete in Hangzhou, Nanjing, Peking, Jiangzhou und ab 1642 in Puzhou.
- Johann Walter (* 1708 in der Slowakei, ab 1742 in China, † 1759 in China) Am chinesischen Kaiserhof als Musiker angegliedert.
- Léon Wieger (* 1856 in Frankreich, in China 1887 bis 1933, † 1933) Historiker, Linguist und Sinologe, arbeitete in Zhili/Hebei, schrieb eine große Anzahl von Homiletik- und Katechismus-Bücher für Missionare, ein zehnbändiges historisches Werk über das moderne China und ein Werk über den chinesischen Volksglauben – Histoire des croyances religieuses en Chine.
- Wu Li (* ca. 1632 in China, Jesuit ab 1682 und Priesterweihe 1689, † ca. 1718 in China) Aus alter Gelehrtenfamilie, bekannt als Maler und Dichter. Er wurde sieben Jahre lang in Macau als Maler ausgebildet und gilt als Maler als einer der sechs klassischen Meister der frühen Qing-Dynastie. Arbeitete in katholischen Dörfern rund um ihre Heimatregionen zwischen Shanghai und Nanjing.

### X
- Franz Xaver (* 1506 in Spanien, ab 1551 in China, † 1552 in China) Er wartete auf der chinesischen Insel Shangchuan auf Einschiffung nach Kanton, starb aber, bevor der Skipper, der ihn dorthin bringen sollte, kam, um ihn abzuholen.

### Y
(kein Eintrag)

### Z
- Angelo Zottoli (* 1826 in Italien, ab 1848 in China, † 1902 in China) Tätig als Pionier in Shanghai, Sinologe, schrieb das fünfbändige Werk Cursus litteræ sinicæ (1879–1882), hinterließ nach 30 Jahren Arbeit eine fast vollständige Überarbeitung des Kangxi-Wörterbuchs.
- Jenő Zsámár (* 1942 in Ungarn, ab 1934 in China, † 1974 in Taiwan)